# 神戸市立須磨海浜水族園

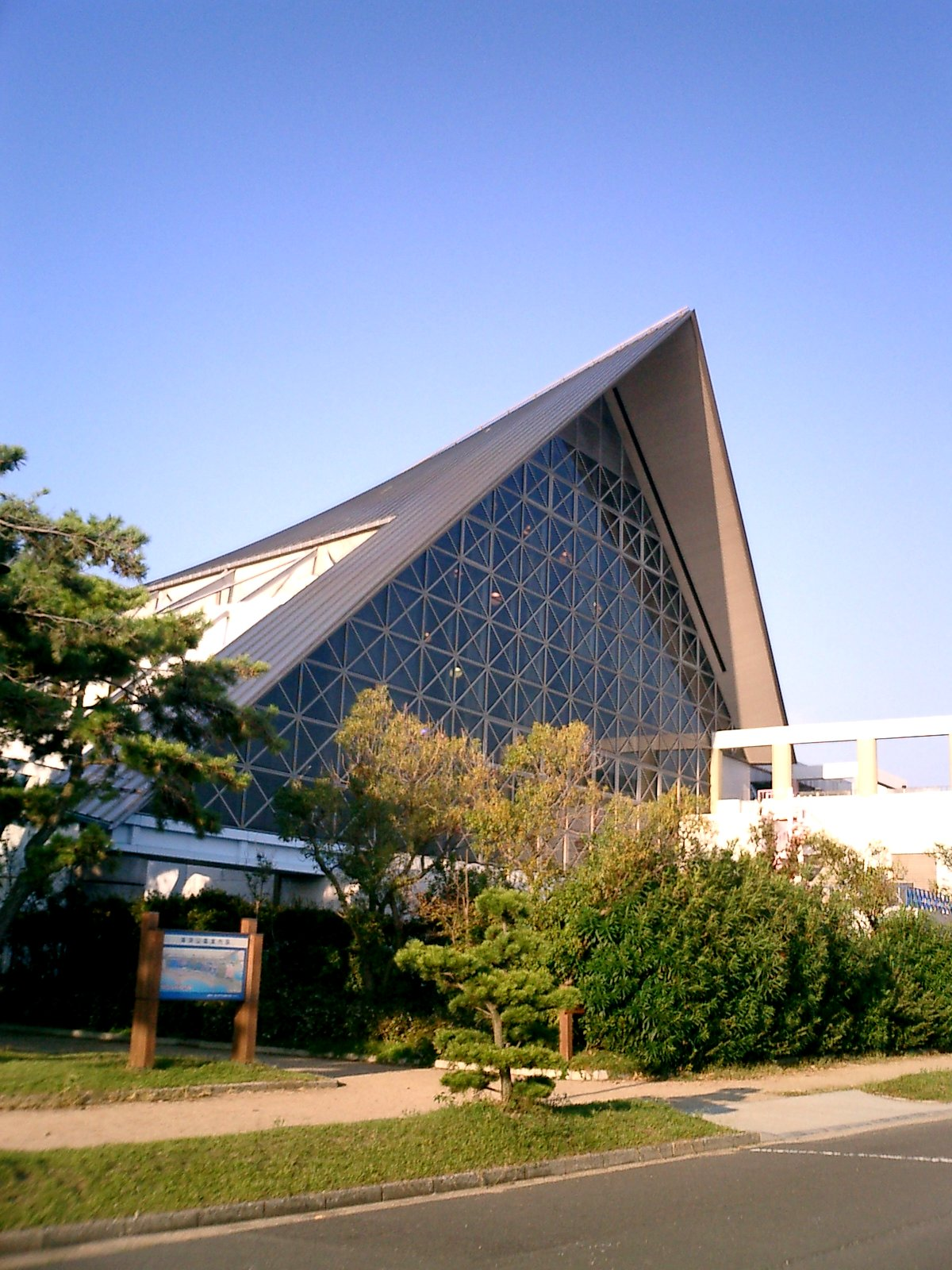
南側

神戸市立須磨海浜水族園（こうべしりつすまかいひんすいぞくえん）は、かつて神戸市須磨区の須磨海浜公園内にあった水族館。愛称「スマスイ」。2023年（令和5年）5月31日で営業を終了し、2024年（令和6年）6月1日に民営化された神戸須磨シーワールドが跡地に開業。

## 概要
1957年5月10日に神戸市立須磨水族館として開園（1968年までは交通局の所管だった）。1987年、旧施設に代わり廃止時の建物施設が開業、同時に廃止時の名称になった。この施設は後に多く誕生する大型水族館の嚆矢となった。
須磨海岸一帯はみなとオアシスの登録をしていて、当施設はみなとオアシス須磨の構成施設の一つとなっていた。
1987年に記録した年間入場者数240万人は、当時の日本記録である（葛西臨海水族園1990年：355万人、海遊館1991年：450万人）。
2019年、建て替えが決定した旧施設の記憶を次世代へとつなごうと映画『スマスイ』が制作された。
2022年1月5日、須磨海浜水族園・海浜公園再整備事業の工事が開始。工事に伴い営業は本館のみとなり、本館も2023年5月31日で営業を終了して全施設が閉鎖解体され、2024年6月1日跡地に民営の神戸須磨シーワールドが開業した。

## 飼育と展示
- 1977年（昭和52年）3月、世界で初めてロングノーズガーの繁殖に成功[6]。
- ラッコを関西で初めて展示[6]。

## 施設
- 波の大水槽「Wave Tank」： 間口25m、水量1,200t、造波設備（世界初）[6]
- アマゾン館： チューブ型水中トンネル（日本初）[6]、ピラルク等を展示
- さかなライブ劇場： ピラニアの大群が泳ぐトンネル水槽
- 森の水槽北館： 半地下式の水槽にハイギョ、オオサンショウウオ等を展示
- 森の水槽南館： 半地下式の水槽にアジアアロワナ等を展示（須磨水族館時代から現存している施設である。）
- ラッコ館： エサやりを実演
- バードケージ
- 世界のさかな館
- イルカライブ館： イルカショーを毎日開催。1989年（平成元年）3月27日オープン[6]。
- ウミガメプール
- ペンギンプール
- 標本展示室
- 和楽園展示館： 企画展示館
- レストラン和楽園
- スーベニアショップ
- 遊園地

2008年より、サメやウミガメ等が泳ぐ「波の大水槽」の前にこたつ3卓を設置､暖をとりながら鑑賞するという、ユニークなサービスを行っている｡
長崎大学水産学部のある教授の協力により、当水族館でマングローブキリフィッシュ（脊椎動物で唯一自家受精をする魚）を展示していた。また、各地から大学生のインターンシップもよく受け入れていた。

## 建築概要
- 竣工： 1987年
- 設計： 神戸市、大建設計
- 延床面積： 12,505m2
- 構造： SRC造、RC造
- 規模： 地上3階、地下1階
- 展示水量： 3,100t（野外水槽を含む）
- 所在地： 〒654-0049 兵庫県神戸市須磨区若宮町1-3-5

## アクセス
鉄道
- JR神戸線 須磨海浜公園駅 徒歩5分
- 山陽電鉄本線 月見山駅 徒歩10分

バス
- 神戸市営バス 須磨水族園停留所下車
- JR須磨駅または山陽須磨駅から81系統で約3分

## 神戸の水族館の歴史

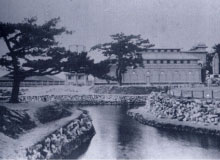
和楽園の水族館（明治30年ごろ）

### 和楽園水族館
1895年（明治28年）、京都で第4回内国勧業博覧会が開かれた際、これに協力した神戸市が、博覧会附属の施設として、和田岬の遊園地「和楽園」に「和田岬水族放養場」を開設した。兵庫水族室と水族放養池とで構成される。ラフカディオ・ハーン（小泉八雲）が観覧し、文章を書いている。博覧会終了後も、水族放養場は残された。
1897年（明治30年）、神戸市兵庫区の和田岬で開かれた第2回大日本水産博覧会 会場となる遊園地「和楽園」内に、神戸市は「和田岬水族放養場」を充実させ、会期中に限って水族館が設置された。「水族館の父」と呼ばれる飯島魁東京大学教授によって設計され、建設の際には、神戸の進んだ造船技術が用いられ、海水の水槽にポンプやバルブ、配管などを備えた本格的な循環濾過設備を備えていた。須磨海浜水族園の鮫島叡園長（当時）によると、「水族館」という名称はこの時から日本で初めて使われたという。また、水族館は外観がインド風の斬新なデザインであったとしている。
この「和楽園水族館」が日本初の本格的な水族館、日本初の本格的な濾過装置を備えた水族館 とされ、神戸は日本の水族館発祥の地ともされている。
博覧会終了後の1902年（明治35年）4月、水族館は湊川神社の境内に移転され、「楠公さんの水族館」と呼ばれる。1910年（明治43年）2月、閉館した。
なお、日本初めての水族館はどこかという論議がしばしば行われる。須磨海浜水族園の鮫島叡園長（当時） や安井幸男学芸展示部長（当時）によると、見世物小屋としてのレベルでは、1882年（明治15年）には上野公園（上野動物園）に「うをのぞき」（観魚室）があったが、淡水魚専用の循環濾過装置がついていない簡単なもので、単に魚を水槽に入れていただけであって、水族館というレベルではないとし、和楽園水族館を日本初の水族館と考えている。「うをのぞき」は15個ほどの水槽を展示したものであったとされる。

### 湊川水族館
1930年（昭和5年）9月、神戸海港博覧会が開催されるに合わせて、湊川公園の中に神戸市水産会により湊川水族館が建設された。1943年（昭和18年）2月、第二次世界大戦が激しくなり閉鎖し、1945年（昭和20年）3月の神戸大空襲により焼失した。その後、神戸は1957年（昭和32年）に当時東洋一の規模を誇った須磨水族館を誕生させ、施設をリニューアルの上、1987年に須磨海浜水族園が誕生した。

### 阪神・淡路大震災
1995年1月17日の阪神・淡路大震災では建物に大きな被害はなかったものの、停電により濾過装置や温水が止まったため、多数の生き物が犠牲となった。

### 民営化
神戸市は神戸市立須磨海浜水族園を民営化すると決定。再整備事業の優先交渉権者として、サンケイビル（フジサンケイグループ）、グランビスタホテル&リゾート（「鴨川シーワールド」（千葉県鴨川市）の運営会社）、阪神電気鉄道など7社で構成する企業グループに内定したと2019年9月12日に発表した。
平成21年度までは財団法人神戸国際観光コンベンション協会が管理運営を行っていたが、指定管理者制度の導入により管理者の公募が行われ、平成22年度から4年間の指定管理者としてウエスコ・名鉄インプレス・アクアート特定業務共同事業体が選定された。園長を公募し、亀崎直樹が選ばれた。平成25年に前述3社と神戸国際観光コンベンション協会が共同で新たな共同事業体を設立し、運営を行ってきたが、令和2年度より、再整備事業の優先交渉権者であるグランビスタ ホテル&リゾートが指定管理者として運営を行っている。
2022年1月から着工されていて、2023年5月末の営業終了後に解体が始まり、2024年6月に「神戸須磨シーワールド」としてリニューアルオープンすることが発表された。
しかし、民営化後の利用料金が大幅に高額となることが明らかになり、市民らからは反発が出ているほか、神戸市議会からも懸念の声が出ている。
同園の公式サイトを装ってオンラインカジノなどへ誘導する偽装サイトが開設されていることが判明し、2023年6月に神戸市は注意を呼び掛けた。2020年に公式サイト移行に際して手放した旧公式サイトのドメインがドロップキャッチによって悪用されたものと見られている。

## 周辺情報
- 須磨離宮公園
- 須磨寺
- 須磨海水浴場
- 須磨浦山上遊園
- 須磨海浜公園
- 和田岬灯台
- 須磨浦公園
- 須磨海づり公園